# Dominic Miller
Dominic Miller (Hurlingham, Buenos Aires, 21 de marzo de 1960) es un músico, compositor y productor musical argentino, conocido entre otras cosas por ser el guitarrista de Sting durante gran parte de su carrera como solista.

## Biografía
Miller nació en la ciudad de Hurlingham ―25 km al oeste del centro de Buenos Aires―, en el seno de una familia de músicos. Su padre, estadounidense de nacimiento, tocaba tangos con la guitarra y le trasladó ese gusto por la música.
En 1971 se mudó junto con sus padres a Estados Unidos, donde comenzó a estudiar guitarra en la escuela Berklee College of Music de Boston, también estudió con Sebastião Tapajós y tiempo más tarde, ya afincado en Inglaterra, en la Guildhall School of Music de Londres.
En la actualidad reside en la ciudad de Marsella (Francia).
Aunque solo regresa a Argentina para actuar en recitales, mantiene lazos con el país que lo vio nacer; es, según él mismo, fanático del dulce de leche, del mate, del asado y del truco, seguidor de varios músicos argentinos como Charly García, Mercedes Sosa, Alejandro Lerner, Ariel Ramírez y Divididos, e hincha de River.

## Carrera musical
La carrera profesional de Miller comenzó a mediados de los años ochenta.
Participó de muchísimos proyectos musicales, entre sus primeras incursiones se encuentran participaciones con World Party y King Swamp. Más tarde participó en el disco ...But Seriously de Phil Collins.
Fue a través de su relación con Phil Collins y Hugh Padgham, productor de los discos de Collins, que se puso en contacto con Sting para una audición en Nueva York.
Participó de todos los discos y en todos los conciertos de Sting desde 1990. Además ha coescrito notables canciones con Sting como "Shape of My Heart".
También tocó con consagrados como Level 42, The Pretenders, Tina Turner, Paul Young, Youssou N'Dour, Brian Adams, Peter Gabriel, Pat Metheny, Luciano Pavarotti y tantos otros.
Su carrera como solista comenzó en 1995, cuando salió a la luz First Touch. En total (hasta 2011) tiene editados 7 discos solistas, todos instrumentales.

## Discografía
- 1995: First Touch
- 1999: Second Nature
- 2002: New Dawn (con Neil Stacey).
- 2003: Shapes
- 2004: Third World
- 2006: Fourth Wall
- 2009: In A Dream (con Peter Kater).
- 2010: November
- 2012: 5th House
- 2017: Silent Light
- 2019: Absinthe

## Músicos con los que ha trabajado
- Jeff Wayne
- Bryan Adams
- Backstreet Boys
- Chris Botti
- Vinnie Colaiuta
- Phil Collins
- Sheryl Crow
- Plácido Domingo
- Donovan
- Julia Fordham
- Manu Guix
- Peter Gabriel
- Pat Metheny
- Mariza
- Mark Hollis
- Mark Hudson
- Michael Kamen
- Manu Katché
- Nigel Kennedy
- Kenny Kirkland
- Kristina Kovač
- Level 42
- Jimmy Nail
- Howard Nueva
- Pino Palladino
- Luciano Pavarotti
- Guy Pratt
- The Pretenders
- A.R. Rahman
- Eric Starr
- Rod Stewart
- Sting
- Ian Thomas
- Tina Turner
- Steve Winwood
- Walter Wray
- Rick Wright
- Paul Young